# Quận Garden, Nebraska
Quận Garden là một quận thuộc tiểu bang Nebraska, Hoa Kỳ.
Theo điều tra dân số của Cục điều tra dân số Hoa Kỳ năm 2010, quận có dân số 2.050 người. Quận lỵ đóng ở Oshkosh.

## Địa lý
Theo Cục điều tra dân số Hoa Kỳ, quận có diện tích 4480 km2, trong đó có 70 km2 là diện tích mặt nước.